# Regular & Chaotic Dynamics
Regular & Chaotic Dynamics is een internationaal, aan collegiale toetsing onderworpen wetenschappelijk tijdschrift op het gebied van de
toegepaste wiskunde, met name dynamische systemen.
De naam wordt in literatuurverwijzingen meestal afgekort tot Regul. Chaotic Dyn.
Het tijdschrift is opgericht in 1996. Het wordt sinds 2007 uitgegeven door Springer Science+Business Media en verschijnt vier keer per jaar.